# Katarzynów (powiat lipski)
Katarzynów – wieś sołecka w Polsce położona w województwie mazowieckim, w powiecie lipskim, w gminie Lipsko. Leży przy DW754.
W latach 1975–1998 miejscowość należała administracyjnie do województwa radomskiego.
Obok miejscowości przepływa Strużanka, dopływ Iłżanki.
Wierni Kościoła rzymskokatolickiego należą do parafii Świętej Trójcy w Lipsku.